# Mistrovství Evropy v zápasu ve volném stylu 1968
Mistrovství Evropy v zápasu ve volném stylu mužů proběhl v Skopji (Jugoslávie).  

## Muži
| Kategorie | Zlato              | Stříbro        | Bronz             |
| --------- | ------------------ | -------------- | ----------------- |
| 52 kg     | Bayu Baev          | Paul Neff      | Mehmet Esenceli   |
| 57 kg     | Ali Aliyev         | Ivan Shavov    | Zbigniew Żedzicki |
| 63 kg     | Eniu Todorov       | Petre Coman    | Jürgen Luczak     |
| 70 kg     | Eniu Valchev       | Jurij Gusov    | Jan Karlsson      |
| 78 kg     | Daniel Robin       | Károly Bajkó   | Guram Sagaradze   |
| 87 kg     | Andrei Tsjovrebov  | Prodan Gardžev | Francisc Balla    |
| 97 kg     | Vladimir Guliutkin | Vasil Todorov  | Ryszard Długosz   |
| +97 kg    | Alexandr Medveď    | Osman Duraliev | László Nyers      |